# Château de Blackrock
Le château de Blackrock (Blackrock Castle) est une fortification crénelée située à Blackrock (en), à environ 2 km du centre-ville de Cork, sur les rives de la rivière Lee, en Irlande.
Développé à l'origine comme fortification de défense côtière au XVIe siècle pour protéger le port supérieur de Cork, le site abrite aujourd'hui un observatoire, un centre d'accueil des visiteurs et un restaurant.

## Histoire

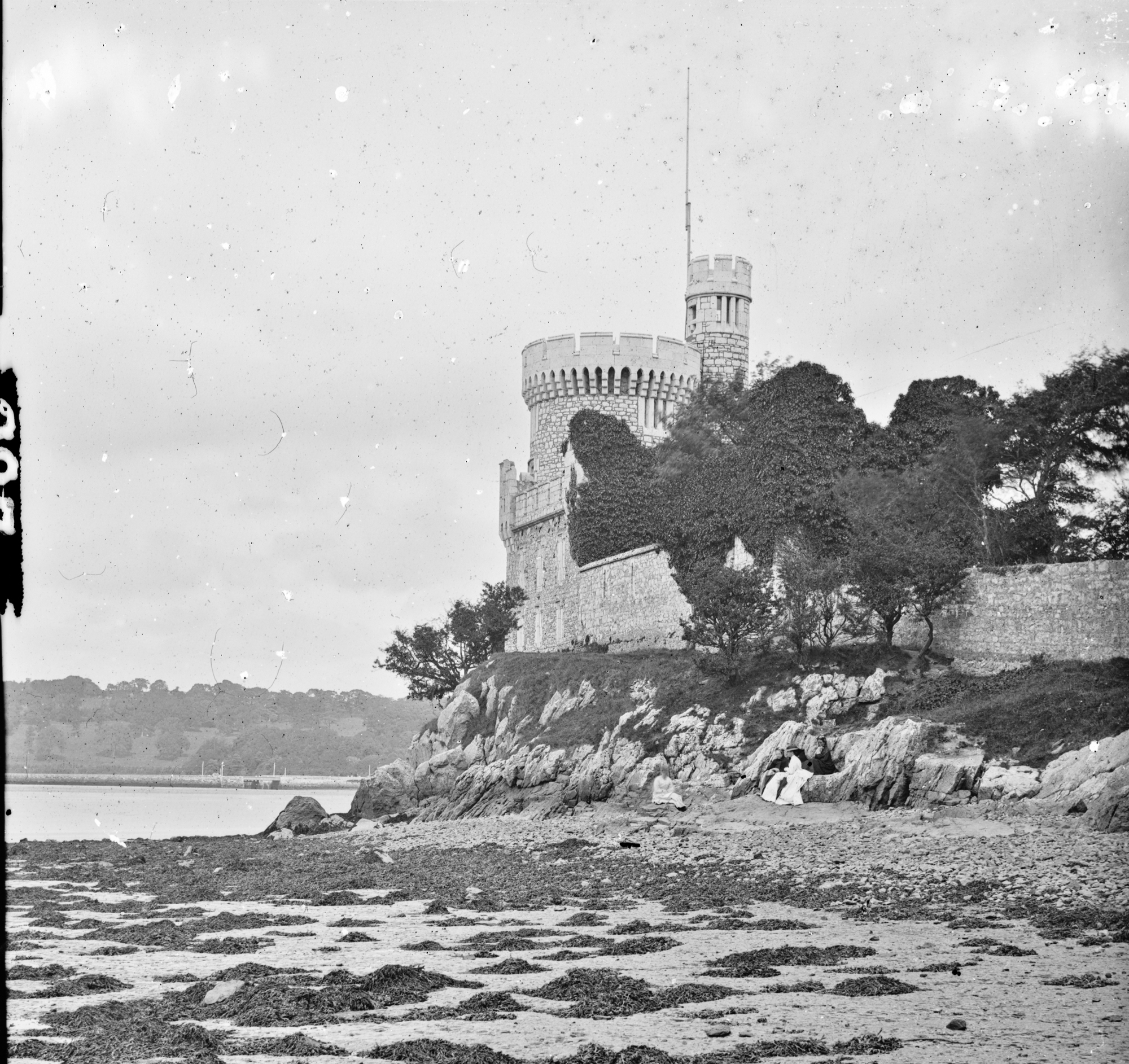
Le château de Blackrock à la fin du XIXe siècle.

À la fin du XVIe siècle, les citoyens de Cork ont demandé à la reine Élisabeth Ire de construire un fort à Blackrock pour « repousser les pirates et autres envahisseurs ». En 1582, une fortification est construite sur le site et, plus tard, vers 1600, une tour ronde est construite pour se protéger contre les pirates « emportant » les navires entrant dans le port. Les éléments de cette structure subsistant aujourd'hui sont une tour circulaire au bord de l'eau, de 10,5 m de diamètre, avec des murs de 2,2 m d'épaisseur.
Le château de Blackrock appartient à la ville de Cork à la suite d'une charte accordée à Jacques Ier à la ville en 1608. Le château est mentionné plus tard dans le Council Book de Cork en 1613 et 1614. En 1722, l'ancienne tour de quatre étages est détruite par un incendie et une nouvelle est construite par les citoyens, au coût de 296 £.
Tout au long de cette période, le château est utilisé par la Cork Corporation pour des banquets et des « rassemblements conviviaux » - certains associés à la coutume du « lancer de fléchettes ». Cette coutume, qui remonte au moins au XVIIIe siècle, avait lieu tous les trois ans en août et impliquait qu'une fléchette (une flèche d'environ quatre pieds de long) soit lancée par le maire depuis un bateau, pour indiquer la juridiction de la Corporation sur le port,.
À la suite d'un banquet, le château est détruit par un incendie en 1827. La reconstruction commence sous la direction du maire Thomas Dunscombe en 1828 et est achevée en mars 1829. Les architectes ajoutent trois étages supplémentaires à la tour d'origine et reconstruisent les dépendances. Le nouveau bâtiment a coûté 1 000 £ à la ville de Cork. Les architectes étaient George Richard Pain et James Pain, qui étaient responsables d'autres bâtiments publics autour de Cork à l'époque. L'essentiel du complexe néogothique de bâtiments autour d'une cour est ce qui reste aujourd'hui.
Le château devient une propriété privée et est utilisé quelque temps au XXe siècle comme résidence privée, bureaux, siège d'un club d'aviron et restaurant,. Le bâtiment est racheté par la Cork Corporation en 2001, et les travaux commencent pour rénover et réutiliser le complexe en observatoire et musée.

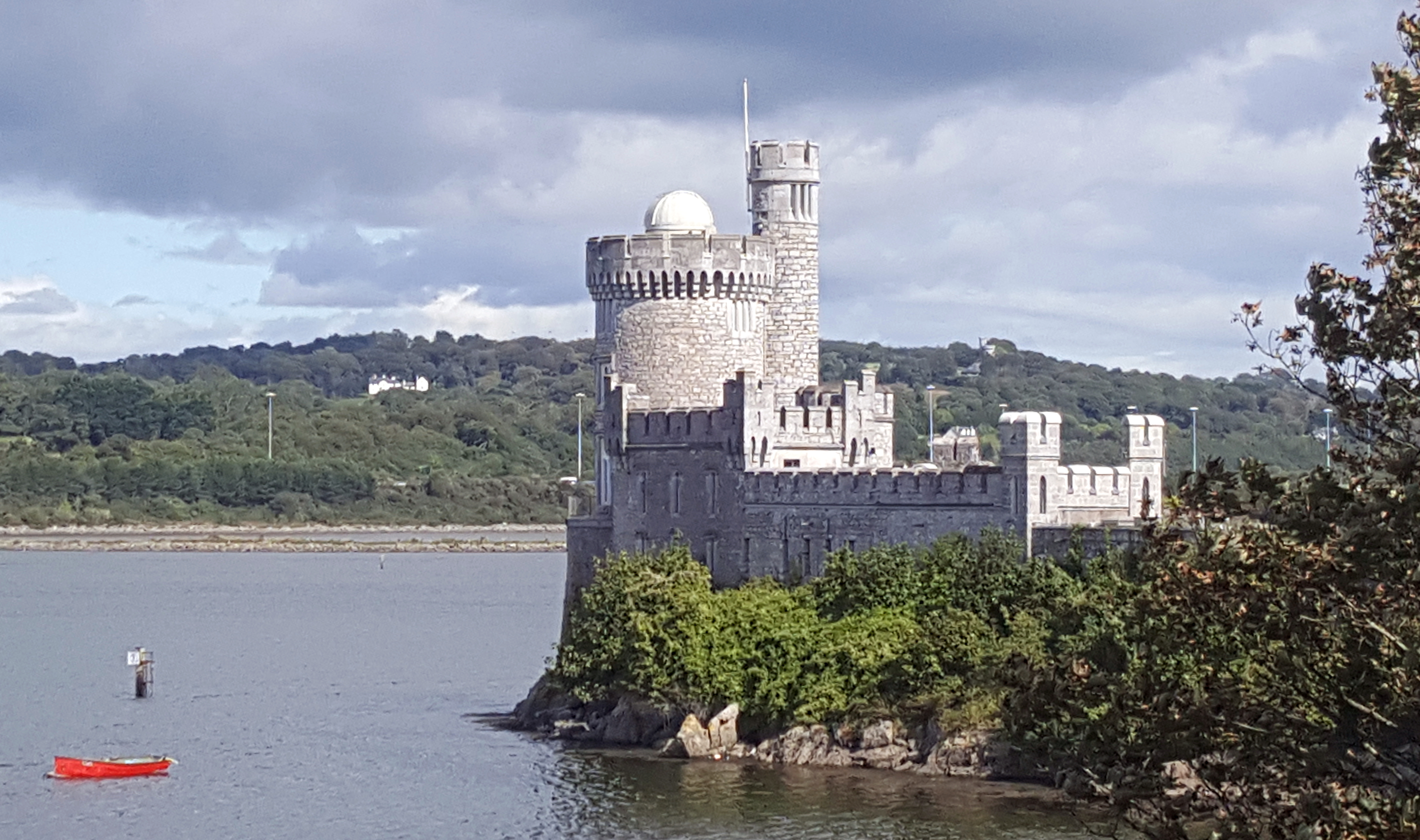
Château de Blackrock Cork, vue vers le nord.

Ouvert en 2007, le projet « Cosmos au Château » avait pour objectif de créer un « centre de recherche scientifique, de vulgarisation et de communication ». L'observatoire du château abrite un centre d'astronomie interactif ouvert au public et propose des expositions, notamment une « visite de l'univers » et un radiotélescope qui transmet des messages composés par des groupes scolaires vers les étoiles proches.
Le château abrite également des laboratoires dirigés par des chercheurs en astronomie du Cork Institute of Technology.